# Alec Trevelyan
(Le ultime parole di Alec Trevelyan)
Alec Trevelyan è l'agente 006, un personaggio fittizio, uno dei cattivi che James Bond, si trova ad affrontare nella sua saga cinematografica, e il principale antagonista del film Agente 007 - GoldenEye. È interpretato dall'attore inglese Sean Bean.

## Biografia
Trevelyan appare nel film Agente 007 - GoldenEye. Ha origini russe, i suoi genitori sono morti nei Gulag di Stalin, lui è così scappato in Gran Bretagna all'età di sei anni, venendo preso e cresciuto dall'MI6. Trevelyan però considera i servizi segreti, e più in generale l'intera Inghilterra, i colpevoli della morte dei genitori, e nell'ombra trama continuamente per vendicarsi.
Trevelyan e Bond hanno collaborato molto spesso insieme in passato. Tra loro vi è sempre stata una grande rivalità, ma allo stesso tempo una reciproca stima personale.
Durante una delle loro missioni in coppia, nel 1986, come agente 006, Trevelyan collabora con Bond nella distruzione di una base di armi chimiche in Unione Sovietica. Viene catturato e ucciso, ma è soltanto una finzione, per inscenare la sua morte agli occhi del Regno Unito.
Diserta in Russia, e diventa un trafficante d'armi noto come Janus (nome simbolico che rimanda al dio romano dalle due facce Giano).
Trevelyan organizza un machiavellico piano per vendicarsi del Regno Unito: utilizzare il GoldenEye, un'avveniristica arma spaziale russa capace di distruggere ogni meccanismo elettronico nel raggio di diverse miglia.
Nel momento in cui viene a sapere della sua finta morte e poi del suo cambio di schieramento, Bond riceve un duro colpo. Non riesce a nascondere perfettamente il suo disagio nel combattere un amico che stimava, ma sa che, come agente, dovrà portare a termine l'incarico.
In un brutale scontro corpo a corpo, Trevelyan muore per mano del suo ex amico e collega, 007, precipitando da un'altezza di svariati metri, per poi essere schiacciato dall'enorme antenna che controlla il GoldenEye.

## Curiosità
Originariamente il personaggio era sceneggiato come "Augustus Trevelyan" e previsto come un personaggio più anziano e una figura mentore per Bond, secondo la prima sceneggiatura di Michael France. Inizialmente Anthony Hopkins e Alan Rickman furono considerati per il ruolo, ma poi Sean Bean fu scelto e il personaggio fu riscritto, da una figura paterna ad un agente 00 traditore.

## Scagnozzi
- Arkady Gregorovich Ourumov: (Gottfried John) colonnello nel prologo ambientato nel 1986, generale nel 1995. Viene descritto da M come il "nuovo uomo di ferro della Russia". È un uomo arrogante, doppiogiochista, che collabora con Trevelyan per denaro. Finisce eliminato da Bond.
- Xenia Onatopp: (Famke Janssen) psicotica donna, che gode nell'uccidere o nel provocare dolore, solita a strangolare gli uomini con le sue cosce. Sembrerebbe l'amante di Trevelyan.
- Boris Grishenko: (Alan Cumming) Genio del computer, lavorava ai progetti di comando del GoldenEye. Perde la vita a causa di una scarica di azoto liquido.